# Pfarrhaus (Aichach)

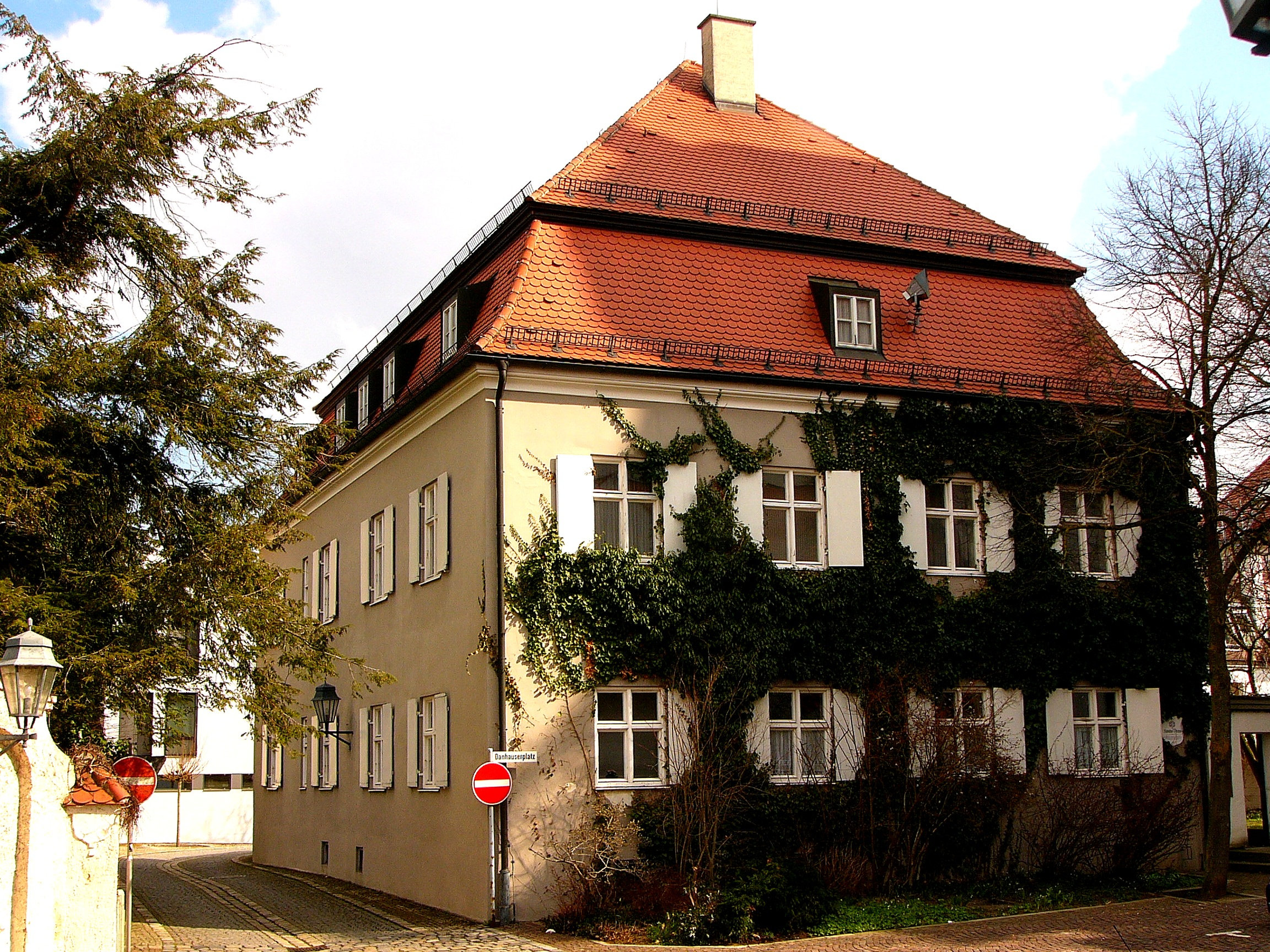
Pfarrhaus in Aichach

Das katholische Pfarrhaus in Aichach, einer Stadt im Landkreis Aichach-Friedberg im bayerischen Regierungsbezirk Schwaben, wurde 1756 errichtet. Das Pfarrhaus am Danhauserplatz 2, benannt nach dem Stadtpfarrer Konrad Danhauser (1790–1882), ist ein geschütztes Baudenkmal.
Der stattliche zweigeschossige Bau mit Mansardwalmdach besitzt vier zu vier Fensterachsen. Das Gebäude wurde mehrfach verändert.